# Bathyarchaeia
Bathyarchaeia es una clase candidata del dominio Archaea recientemente propuesta. Aunque hasta el momento no han sido posible su cultivo, mediante técnicas genéticas se ha determinado que son organismos ampliamente distribuidos, con abundancia en los sedimentos del fondo marino con escasez de nutrientes. Los análisis genéticos han determinado que al menos algunos linajes de Bathyarchaeia se desarrollan mediante homoacetogenesis, un tipo de metabolismo hasta el momento exclusivo de las bacterias. Bathyarchaeia forma parte de Thermoproteota o TACK.
Son anaerobias y parecen ser actores clave en el ciclo global del carbono en los sedimentos anóxicos terrestres y marinos. Algunas Bathyarchaeia poseen la vía arqueana Wood-Ljungdahl, lo que sugiere una capacidad para la fijación de CO2 mediante acetogénesis, un proceso que se creía exclusivo de las bacterias. Es importante destacar que algunas Bathyarchaeia pueden ser metanógenos, pudiendo producir metano a partir de metanol, sulfuros de metilo y aminas metiladas.